# Al Iaquinta
Al Iaquinta (Valley Stream, 30 aprile 1987) è un ex lottatore di arti marziali miste statunitense di origini italiane.
Ha combattuto nella divisione dei pesi leggeri per l'organizzazione statunitense UFC ed è stato contendente al titolo nel 2018.

## Carriera nelle arti marziali miste
Prima di diventare un lottatore professionista di MMA, Iaquinta ottenne un record perfetto come amatore di 14 vittorie e 0 sconfitte. Successivamente divenne un professionista combattendo nella promozione Ring of Combat, dove ottenne un record di 5 vittorie, 1 sconfitta e 1 pareggio.

### The Ultimate Fighter
Iaquinta fu uno dei 32 partecipanti nella quindicesima stagione di The Ultimate Fighter per la categoria dei pesi leggeri. Iaquinta riuscì ad entrare nella casa del reality dopo aver battuto Jon Tuck nei preliminari, venendo poi scelto come numero uno dal Team Faber. Dopo che il suo team perse i primi due match, Iaquinta diede loro la prima vittoria sconfiggendo Myles Jury per decisione non unanime.
Nei quarti di finale si scontrò con il compagno di team, Andy Ogle. Iaquinta vinse per KO tecnico agli ultimi secondi del primo round; dopo questa vittoria avanzò nelle semi-finali dove affrontò Vinc Pichel, appartenente al team avversario. Al vinse per decisione unanime dopo due round ed avanzò alla finale per affrontare Michael Chiesa.

### Ultimate Fighting Championship
Il primo di giugno del 2012, Iaquinta debuttò ufficialmente nella UFC alla finale del reality show The Ultimate Fighter 15 per un incontro valido a dichiarare il vincitore del reality stesso. Iaquinta perse l'incontro sottomettendosi ad una rear-naked choke al primo round.
Il 27 aprile del 2013 doveva affrontare Joe Proctor ad UFC 159. Tuttavia entrambi i lottatori venne rimossi dalla card per infortunio.
Successivamente, il 31 agosto, sostituì l'infortunato Quinn Mulhern per scontrarsi con Ryan Couture all'evento UFC 164. Al vinse il match per decisione unanime dopo aver dominato l'intero incontro, riuscendo anche a fermare ogni tentativo di takedown da parte di Couture.
Il 26 ottobre doveva affrontare Anthony Njokuani ad UFC Fight Night: Machida vs. Muñoz, rimpiazzando Paul Taylor. Tuttavia, il 24 settembre, Njokuani subì un infortunio e Iaquinta si ritrovò ad affrontare un nuovo avversario, Piotr Hallmann. Vinse il match per decisione unanime.
A febbraio del 2014 vinse un alto incontro ad UFC 169 contro il debuttante Kevin Lee. La striscia di vittoria di Iaquinta però, venne interrotta il 24 maggio all'evento UFC 173 da Mitch Clarke; quest'ultimo riuscì ad eseguire una rara sottomissione, la d'arce choke, che pose fine all'incontro al secondo round.
Il 5 settembre ad UFC Fight Night: Souza vs. Mousasi, riuscì a sconfiggere Rodrigo Damm per KO tecnico al terzo round; mentre a novembre sconfisse Ross Pearson per KO tecnico al secondo round.
Nel gennaio del 2015 ottiene una vittoria di gran rilievo per KO sul veterano ed esperto di sottomissioni Joe Lauzon. Ad aprile affronta Jorge Masvidal, ottenendo una controversa vittoria per decisione non unanime.
A luglio avrebbe dovuto affrontare Bobby Green ma, a metà giugno, quest'ultimo subì un infortunio e non potendo prendere parte all'evento venne sostituito dall'ex campione dei pesi leggeri WEC e Strikeforce Gilbert Melendez. Il 6 luglio fu annunciato che Melendez risultò positivo ai test anti-doping effettuati per l'evento UFC 188, dove assunse metaboliti di testosterone di origine esogena. A seguito di ciò Melendez fu sospeso per un anno, mentre Iaquinta venne rimosso dalla card.
Il 12 novembre 2016 doveva affrontare Thiago Alves ma il 19 settembre venne rimosso dalla card per problemi contrattuali con la UFC e al suo posto venne inserito Jim Miller.
Il 7 aprile 2018 viene scelto come avversario di Khabib Nurmagomedov per decretare il nuovo campione dei pesi leggeri a UFC 223: Iaquinta va a sostituire Max Holloway, a sua volta chiamato per rimpiazzare l'infortunato Tony Ferguson, ma avendo superato il limite di peso in caso di vittoria non sarebbe stato dichiarato campione. Iaquinta viene comunque battuto dal russo per decisione unanime.
Il 15 dicembre sconfigge per la seconda volta Kevin Lee per decisione unanime, salendo alla posizione numero 4 del ranking di categoria ed ottenendo il premio Performance of the Night; il 4 maggio 2019 viene invece sconfitto per decisione unanime da Donald "Cowboy" Cerrone, ottenendo comunque il premio Fight of the Night.

## Risultati nelle arti marziali miste
Gli incontri segnati su sfondo grigio si riferiscono ad incontri di esibizione non ufficiali o comunque non validi per essere integrati nel record da professionista.
| Risultato | Record | Avversario          | Metodo                                   | Evento                                | Data             | Round | Tempo | Città                      | Note                                                 |
| --------- | ------ | ------------------- | ---------------------------------------- | ------------------------------------- | ---------------- | ----- | ----- | -------------------------- | ---------------------------------------------------- |
| Sconfitta | 14–7–1 | Bobby Green         | KO Tecnico (pugni)                       | UFC 268                               | 6 novembre 2021  | 1     | 2:25  | New York, Stati Uniti      |                                                      |
| Sconfitta | 14–6–1 | Dan Hooker          | Decisione (unanime)                      | UFC 243                               | 6 ottobre 2019   | 3     | 5:00  | Melbourne, Australia       |                                                      |
| Sconfitta | 14-5-1 | Donald Cerrone      | Decisione (unanime)                      | UFC Fight Night: Iaquinta vs. Cowboy  | 4 maggio 2019    | 5     | 5:00  | Ottawa, Canada             | Fight of the Night                                   |
| Vittoria  | 14-4-1 | Kevin Lee           | Decisione (unanime)                      | UFC on Fox: Lee vs. Iaquinta 2        | 15 dicembre 2018 | 5     | 5:00  | Milwaukee, Stati Uniti     | Performance of the Night                             |
| Sconfitta | 13-4-1 | Khabib Nurmagomedov | Decisione (unanime)                      | UFC 223: Khabib vs. Iaquinta          | 7 aprile 2018    | 5     | 5:00  | Brooklyn, Stati Uniti      | Per il titolo vacante dei pesi leggeri UFC           |
| Vittoria  | 13-3-1 | Diego Sanchez       | KO Tecnico (pugni)                       | UFC Fight Night: Swanson vs. Lobov    | 22 aprile 2017   | 1     | 1:38  | Nashville, Stati Uniti     |                                                      |
| Vittoria  | 12-3-1 | Jorge Masvidal      | Decisione (non unanime)                  | UFC Fight Night: Mendes vs. Lamas     | 4 aprile 2015    | 3     | 5:00  | Fairfax, Stati Uniti       |                                                      |
| Vittoria  | 11-3-1 | Joe Lauzon          | KO Tecnico (pugni)                       | UFC 183: Silva vs. Diaz               | 31 gennaio 2015  | 2     | 3:34  | Las Vegas, Stati Uniti     |                                                      |
| Vittoria  | 10-3-1 | Ross Pearson        | KO Tecnico (pugni)                       | UFC Fight Night: Rockhold vs. Bisping | 8 novembre 2014  | 2     | 1:39  | Sydney, Australia          |                                                      |
| Vittoria  | 9-3-1  | Rodrigo Damm        | KO Tecnico (pugni e gomitate)            | UFC Fight Night: Souza vs. Mousasi    | 5 settembre 2014 | 3     | 2:26  | Ledyard, Stati Uniti       |                                                      |
| Sconfitta | 8-3-1  | Mitch Clarke        | Sottomissione Tecnica (d'arce choke)     | UFC 173: Barão vs. Dillashaw          | 24 maggio 2014   | 2     | 0:57  | Las Vegas, Stati Uniti     |                                                      |
| Vittoria  | 8-2-1  | Kevin Lee           | Decisione (unanime)                      | UFC 169: Barao vs. Faber II           | 1 febbraio 2014  | 3     | 5:00  | Newark, Stati Uniti        |                                                      |
| Vittoria  | 7-2-1  | Piotr Hallmann      | Decisione (unanime)                      | UFC Fight Night: Machida vs. Muñoz    | 26 ottobre 2013  | 3     | 5:00  | Manchester, Inghilterra    |                                                      |
| Vittoria  | 6-2-1  | Ryan Couture        | Decisione (unanime)                      | UFC 164: Henderson vs. Pettis         | 31 agosto 2013   | 3     | 5:00  | Milwaukee, Stati Uniti     |                                                      |
| Sconfitta | 5-2-1  | Michael Chiesa      | Sottomissione Tecnica (rear-naked choke) | The Ultimate Fighter 15 Finale        | 1 giugno 2012    | 1     | 2:27  | Las Vegas, Stati Uniti     | Perde il torneo dei Pesi Leggeri TUF 15              |
| Vittoria  | NU     | Vinc Pichel         | Decisione (unanime)                      | The Ultimate Fighter 15               | 25 maggio 2012   | 3     | 5:00  | Las Vegas, Stati Uniti     | Torneo dei Pesi Leggeri TUF 15, Semi-Finale          |
| Vittoria  | NU     | Andy Ogle           | KO Tecnico (gomitata e pugni)            | The Ultimate Fighter 15               | 18 maggio 2012   | 1     | 4:44  | Las Vegas, Stati Uniti     | Torneo dei Pesi Leggeri TUF 15, Quarti di Finale     |
| Vittoria  | NU     | Myles Jury          | Decisione (non unanime)                  | The Ultimate Fighter 15               | 30 marzo 2012    | 3     | 5:00  | Las Vegas, Stati Uniti     | Torneo dei Pesi Leggeri TUF 15, Secondo Turno        |
| Vittoria  | NU     | Jon Tuck            | Decisione (unanime)                      | The Ultimate Fighter 15               | 9 marzo 2012     | 1     | 5:00  | Las Vegas, Stati Uniti     | Torneo dei Pesi Leggeri TUF 15, Primo Turno          |
| Sconfitta | 5-1-1  | Pat Audinwood       | Sottomissione (armbar)                   | Ring of Combat 38                     | 18 novembre 2011 | 1     | 2:06  | Atlantic City, Stati Uniti |                                                      |
| Vittoria  | 5-0-1  | Gabriel Miglioli    | KO Tecnico (pugni)                       | Ring of Combat 37                     | 9 settembre 2011 | 1     | 0:26  | Atlantic City, Stati Uniti |                                                      |
| Vittoria  | 4-0-1  | Gabriel Miglioli    | Decisione (non unanime)                  | Ring of Combat 36                     | 17 giugno 2011   | 3     | 4:00  | Atlantic City, Stati Uniti |                                                      |
| Vittoria  | 3-0-1  | Joshua Key          | KO Tecnico (pugni)                       | Ring of Combat 27                     | 20 novembre 2009 | 1     | 1:47  | Atlantic City, Stati Uniti |                                                      |
| Vittoria  | 2-0-1  | Tim Sylvester       | KO (pugno)                               | Ring of Combat 25                     | 12 giugno 2009   | 1     | 0:15  | Atlantic City, Stati Uniti |                                                      |
| Parità    | 1-0-1  | Will Martinez       | Parità (unanime)                         | Ring of Combat 24                     | 17 aprile 2009   | 3     | 4:00  | Atlantic City, Stati Uniti | Iaquinta perse un punto per aver afferrato la gabbia |
| Vittoria  | 1-0    | Mervin Rodriguez    | Sottomissione (anaconda choke)           | Ring of Combat 23                     | 20 febbraio 2009 | 1     | 1:15  | Atlantic City, Stati Uniti |                                                      |